# Giuseppe Maria Morganti
Giuseppe Maria Morganti  (* 12. März 1955 in San Marino) ist ein Politiker aus San Marino. Er war von 1. Oktober 2002 bis 1. April 2003 Capitano Reggente (Staatsoberhaupt) von San Marino und von 2012 bis 2016 san-marinesischer Bildungsminister.

## Leben
Morganti war Journalist bei La Tribuna sammarinese und anschließend beim Verlag Edizione AIEP tätig. Von April 2003 bis Februar 2005 war er Sekretär des Partito Democratico, anschließend bis Dezember 2007 Vorsitzender des Partito dei Socialisti e dei Democratici. Bei den Parlamentswahlen 1998 erreichte er Platz 14 auf der Liste des Partito Progressista Democratico Sammarinese, der 11 Sitze errang. Bei den Wahlen 2001 zog er erstmals ins Parlament den Consiglio Grande e Generale ein, dem er seitdem angehört. Vom 1. Oktober 2002 bis 1. April 2003 war er gemeinsam mit Mauro Chiaruzzi Capitano Reggente (Staatsoberhaupt). 2008 bis 2012 gehörte er dem Außenausschuss. und Justizausschuss an. Seit 2012 leitet er das Bildungsministerium (Segretario di Stato Pubblica istruzione, Cultura, Università Ricerca Scientifica, Affari sociali e Pari opportunità), zwischen 2012 und 2016 im Kabinett Bene Comune.
Vor der Parlamentswahl 2016 schloss er sich der neugegründeten Sinistra Socialista Democratica (SSD) an und wurde erneut ins Parlament gewählt. Er ist Fraktionsvorsitzender der SSD.